# アマリエ・ベンジンガー
アマリエ・ベンジンガー（Amalie Bensinger、1809年3月28日 – 1889年11月16日）は、ドイツの画家である。「ナザレ派」の画家たちの影響を受け、宗教画などを描いた。

## 略歴
ブルッフザールでユダヤ人の出自を持ち、後にキリスト教に改宗した名門の商人の一族に生まれた。カトリック教徒の父親は法律家として宮廷で働いていた。母親はプロテスタントでアマリエはプロテスタントとして育てられた。
1835年からデュッセルドルフ美術アカデミーの教授たちから絵を学び始め、ユリウス・ヒューブナーから個人教授を受けた後、1839年からカール・フェルディナンド・ゾーンとフリードリッヒ・ヴィルヘルム・シャドウからも学んだ。
ミュンヘンや、カールスルーエでも学んだ後、1851年にイタリアに旅し、フィレンチェに滞在した後、1852年からアルバーノ・ラツィアーレやオレーヴァノ・ロマーノ、ローマに滞在した。ローマでは10世紀のスイスの修道院を舞台とした歴史小説『エッケハルト』(1855)で人気作家になっていたヨゼフ・ビクトール・フォン・シェッフェル(Joseph Victor von Scheffel)と親しくなった。シェッフェルと画家のエドゥアルト・フォン・エンゲルトとその妻を中心とするサークルの一員となり、シェッフェルはベンジンガーを戯曲「ゼッキンゲンのトランペット吹き」の登場人物のモデルの一人にした。
ペーター・フォン・コルネリウス(1783-1867)やヨハン・フリードリヒ・オーファーベック(1789-1869)といったナザレ派の画家たちの作品から強い影響を受け、主に宗教画を描くようになった 。ナザレ派の画家たちがア・カーポ・レ・ケース(Sant'Isidoro a Capo le Case)の放棄された修道院で共同生活したような女性画家の芸術的、宗教的なコミュニティの創設を夢見た。
1857年にミュンヘンに移り、1859年にミュンヘン芸術家協会Kunstverein Münchenのメンバーになった。
1860年にカトリックに改宗し、その後、後にボイロン派(Beuroner Kunstschule)と呼ばれる、聖職者の画家、レンツ(Desiderius Lenz: 1832–1928)やヴュガー(Gabriel Wüger: 1829-1892)とも交流し、1864年ころから彼らと、ローマに「芸術修道院(Kunstkloster)」の設立の活動をしたが、実現せず、ベンジンガーの作品は、友人のカタリーナ・フォン・ホーエンツォレルン＝ジグマリンゲン侯爵未亡人が再建の資金援助をしたバーデン＝ヴュルテンベルク州のボイロン修道院に収蔵された。
バーデン＝ヴュルテンベルク州のコンスタンツ湖のライヒェナウ島に移り、そこで亡くなった。

## 作品

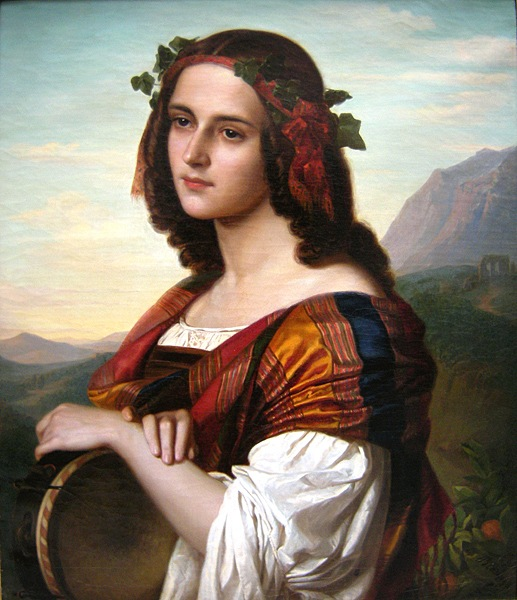
タンバリンを持つイタリアの女の子
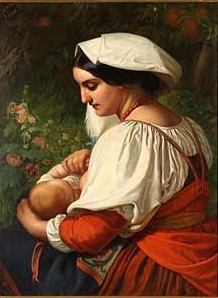
聖母子
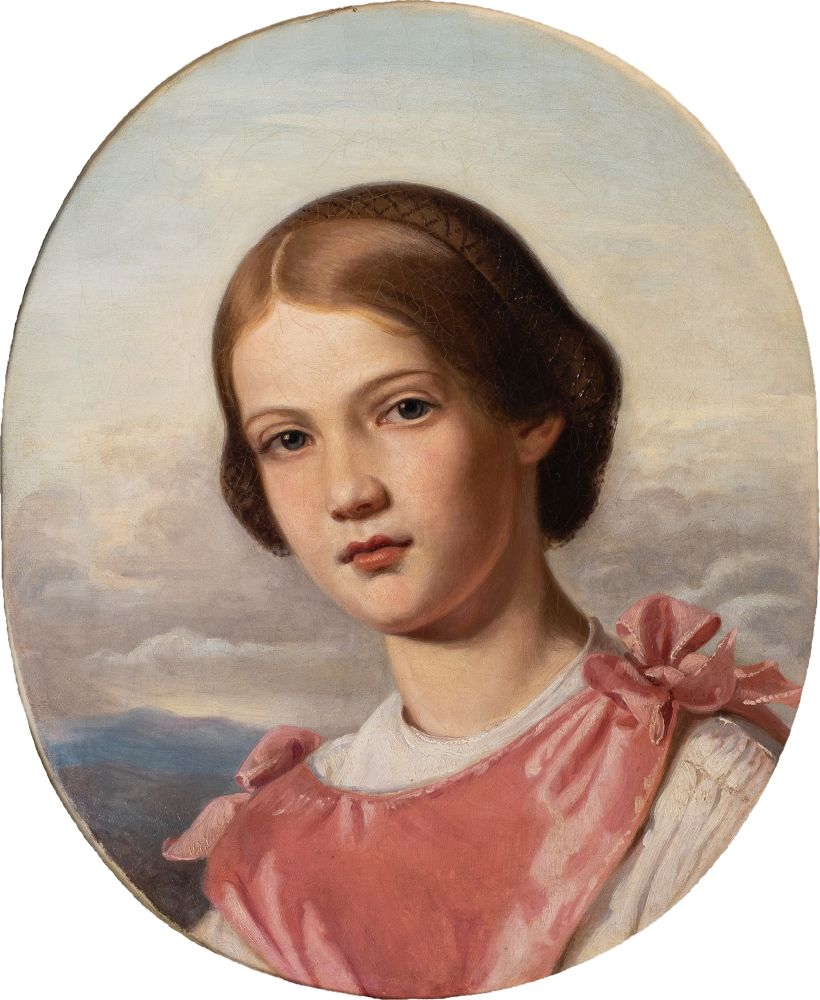
Adelheid, Countess of Baillehacheの肖像画